# Thomas Langton
Thomas Langton (Appleby-in-Westmorland, ... – 27 gennaio 1501) è stato un vescovo inglese. Fu l'arcivescovo eletto di Canterbury per una settimana nel gennaio 1501, ma morì di peste prima di essere consacrato.

## Biografia
Nato ad Appleby-in-Westmorland, fu educato prima dai frati carmelitani della zona e poi ad Oxford; tuttavia rimase al Queen's College solo brevemente prima di trasferirsi a Cambridge (forse al Clare Hall) a causa della peste. Nel 1461 fu eletto fellow del Pembroke College e l'anno successivo divenne proctor. A Cambridge conseguì sia il bachelor's degree che il master's degree in diritto canonico.
Intorno al 1476 divenne il cappellano di Edoardo IV, che gli affidò diverse ambascerie di rilievo in Spagna e Francia, compreso un viaggio nel 1478 per stipulare le nozze tra Elisabetta di York e il principe Carlo, poi annullate da quest'ultimo dopo l'incoronazione a re di Francia. Il favore del re favorì l'ascesa di Langton tra i ranghi ecclesiastici: nel 1478 divenne tesoriere ad Exeter, poi prebendario della cattedrale di Wells e master della cappella dell'ospedale di St. Julian a Southampton. 
Anche il nuovo re Edoardo V continuò a favorire Langton, che nel 1483 fu nominato vescovo di St Davids, una nomina confermata dal Papa il 4 luglio dello stesso anno. La deposizione di Edoardo V non ostacolò la carriera del vescovo e Riccardo III lo fece nominare vescovo di Salisbury, scelta confermata dal Papa l'8 febbraio 1485. In quando vescovo di Salisbury fu anche cancelliere dell'Ordine della Giarrettiera.
Il 6 dicembre 1487 divenne rettore del Queen's College, una posizione che mantenne fino al 1495. Nel 1493 intanto il nuovo re Enrico VII lo fece traslare alla diocesi di Winchester, rimasta vacante per oltre un anno; nei sette anni alla guida della diocesi fece aprire una scuola. Il 22 gennaio 1501 fu eletto arcivescovo di Canterbury, ma morì di peste il 27, prima di essere consacrato. Fu sepolto nella cattedrale di Winchester.